# زمان ما (فیلم ۲۰۱۸)
زمان ما (اسپانیایی: Nuestro tiempo‎) یک فیلم درام مکزیکی محصول سال ۲۰۱۸ به کارگردانی و نویسندگی کارلوس ریگاداس است. این فیلم برای نمایش در بخش رقابت اصلی در هفتاد و پنجمین دوره جشنواره بین‌المللی فیلم ونیز انتخاب شد.

## داستان
داستان این فیلم درباره ایستر و خوان است، خانواده ای که در حومه مکزیک زندگی می کنند و به پرورش گاو های جنگی مشغولند، رفته رفته زندگی احساسی آنها در مزرعه دچار بحران می شود.